# Trichilia monadelpha
Trichilia monadelpha är en tvåhjärtbladig växtart som först beskrevs av Peter Thonning, och fick sitt nu gällande namn av J. de Wilde. Trichilia monadelpha ingår i släktet Trichilia och familjen Meliaceae. Inga underarter finns listade i Catalogue of Life.